# Stade Abed Hamdani
Stade Abed Hamdani – stadion piłkarski w Al-Churub, w Algierii. Obiekt może pomieścić 10 000 widzów. Swoje spotkania rozgrywają na nim piłkarze klubu AS Khroub.